# Saxe - Gambetta (metrostation)
Saxe - Gambetta is een metrostation in de Franse stad Lyon, waar lijn B en lijn D van de metro van Lyon elkaar kruisen. Het station ligt onder de kruising van de Cours Gambetta en de Avenue Maréchal de Saxe, op de grens van het 3e arrondissement en het 7e arrondissement.
Het station aan lijn B is geopend op 14 september 1981, dat op lijn D op 9 september 1991. Beide stations bestaan uit zijperrons. De tunnelbuis van lijn B gaat onder die van lijn D door. Door het kruisen van de twee lijnen is het een van de drukste stations van de stad. De wijken Saxe en Guillotière worden door dit station boven de grond toegankelijk gemaakt. Door de nabijheid van een aantal faculteiten van de Universiteit Lumière Lyon II en van de Universiteit Jean Moulin Lyon III wonen er veel studenten in de wijk.
Niet alleen reizigers kunnen hier overstappen, er is ook een spoorverbinding tussen beide lijnen; een aftakking van lijn D ten oosten van dit station sluit ten zuiden aan op lijn B. Aangezien lijn B bij het eindpunt Charpennes - Charles Hernu aftakt van lijn A, zijn hierdoor alle lijnen met bandenmetros met elkaar verbonden.